# David Ferguson (Geologe)
David Ferguson (* 1857 in Glasgow; † 8. März 1936 ebenda) war ein schottischer Geologe und Forschungsreisender. Bekannt ist er durch seine von 1911 bis 1915 dauernde Forschungsfahrt nach Südgeorgien und in die Antarktis.

## Leben
Ferguson begann seine berufliche Karriere als Bergbauingenieur und Prospektor. In diesen Funktionen war er 1891 im heutigen Iran, 1894 im kanadischen Neufundland sowie von 1903 bis 1905 in Afrika tätig. Von 1905 bis 1907 studierte er Geologie und Mineralogie an der University of Glasgow, schloss dieses Studium jedoch nicht mit einer Graduierung ab. Danach war er an der Exploration von Lagerstätten in Schottland beteiligt.
Zwischen 1911 und 1915 unternahm Ferguson im Auftrag des Unternehmens Christian Salvesen & Co. aus dem schottischen Leith eine geologische Erkundungsreise nach Südgeorgien und zu den Falklandinseln, die er von 1913 bis 1914 an Bord des Walfangschiffs Hanka auf die Antarktische Halbinsel, die Südlichen Shetland- und Orkneyinseln ausdehnte. In der Vorbereitung auf diese Forschungsfahrt hatte er den Polarforscher William Speirs Bruce zu Rate gezogen, der ihm die Ergebnisse der Scottish National Antarctic Expedition (1902–1904) zur Verfügung stellte. Ferguson nahm während dieser Reise Vermessungen und Kartierungen einiger bis dahin unbenannter geografischer Objekte in der Antarktis vor. Er selbst ist Namensgeber des Ferguson Peak auf Südgeorgien und des Ferguson Channel, einer Meerenge vor der Danco-Küste des Grahamlands, sowie des Ferguson-Gletschers auf King George Island im Archipel der Südlichen Orkneyinseln. Das Hunterian Museum der University of Glasgow verwahrt bis heute Fergusons umfangreiche Sammlung von antarktischen Gesteinsproben.